# Salva Kiir Mayardit
Salva Kiir Mayardit (1951. szeptember 13. –) szudáni politikus, a Szudáni Népi Felszabadítási Hadsereg vezetője, Dél-Szudán első elnöke.

## Élete

### Szudáni polgárháború
Kiir a déli területeken legnagyobb számban megtalálható dinka nép tagja, akárcsak a függetlenségi mozgalom előző vezetője, John Garang, habár nem ugyanahhoz a klánhoz tartoztak. Az első szudáni polgárháború idején, az 1960-as években az Anyanya nevű szeparatista hadsereghez csatlakozott. Az 1972-es Addis Ababa-i egyezmény idejére alacsony rendfokozatú tisztté lépett elő. Amikor 1983-ban Garangot küldték el egy katonai lázadás elfojtására, ő a lázadók oldalára állt, és az akkor századosi rendfokozatot viselő Kiir, valamint sok más déli vezető is követte a példáját, létrehozva a Szudáni Népi Felszabadítási Hadsereget a második szudáni polgárháborúban. Mivel Garang ezredes kevés harci tapasztalattal rendelkezett, ezért nagymértékben az Anyanya veteránjaira, köztük Kiirre hagyatkozott a hadsereg vezetésében. Kiir ennek köszönhetően a mozgalom katonai szárnyának vezetőjévé vált.

### Szudáni politikusként
A vezérkari főnöki tisztségéből megpróbálták elmozdítani 2004-ben, amely majdnem a szervezet széthullásához vezetett. A naivashai béke 2005-ös aláírása után Dél-Szudán alelnökévé nevezték ki. Miután Garang 2005. július 30-án életét vesztette egy helikopter-balesetben, őt választották ki utódjának, így ő lett Dél-Szudán elnöke és Szudán első alelnöke. A mozgalom katonai szárnyának körében azóta is nagy népszerűséget élvez katonai győzelmeinek köszönhetően.
Kiir megjegyzése 2009 októberében a közelgő függetlenségi népszavazást illetően az volt, hogy ez egy választás aközött, hogy „valaki másodrendű legyen az országában” vagy „szabad ember a saját független hazájában”. A 2010. januári tudósításokat, amelyek beszámoltak arról, hogy Kiir nem indul az elnökségért az áprilisi választáson, hanem a dél-szudáni újraválasztása az elsődleges számára, sokan úgy értelmezték, hogy a Szudáni Népi Felszabadítási Hadsereg fő célja a függetlenség elérése.
Kiirt 93%-kal választották újra a 2010-es dél-szudáni általános választáson, amelyet a nagyarányú győzelem miatt több sajtótermékben is Dél-Szudán első lépésének minősítettek az elszakadási folyamatban. A választást azonban sok kritika érte a demokratikus aktivisták és a nemzetközi megfigyelők részéről, akik megfélemlítéséről és kényszerítésről is beszámoltak. Újraválasztása után Omar el-Besír szudáni elnök ismét kinevezte első alelnökké, az ideiglenes alkotmány alapján.

### Dél-szudáni elnökként
A 2011 januárjában tartott függetlenségi népszavazáson a szavazók 99%-a a függetlenség pártján állt. Dél-Szudán 2011. július 9-én vált függetlenné, és Kiir lett az első elnöke. A magát reformerként meghatározó Kiir beiktatási beszédében arra kérte a dél-szudániakat, hogy bocsássák meg, de ne felejtsék el a szudániaktól elszenvedett igazságtalanságokat, és általános amnesztiát hirdetett azon déli csoportok tagjai számára, amelyek addig a Szudáni Függetlenségi Hadsereggel hadakoztak a múltban. Néhány hét múlva a rendőrségnek és a hadseregnek tartott nyilvános beszédében figyelmeztette őket, hogy a nemi erőszak, a kínzás és az emberi jogok más megsértése a fegyveres erők által bűncselekményekként lesznek kezelve, és az Igazságügyi Minisztérium keményen fel fog lépni ezek ügyében.

## Fordítás
Ez a szócikk részben vagy egészben  a   Salva Kiir Mayardit című angol Wikipédia-szócikk ezen változatának fordításán alapul.  Az eredeti cikk szerkesztőit annak laptörténete sorolja fel. Ez a jelzés csupán a megfogalmazás eredetét és a szerzői jogokat jelzi, nem szolgál a cikkben szereplő információk forrásmegjelöléseként.